# Горошинский сельский совет (Семёновский район)
Горошинский сельский совет (укр. Горошинська сільська рада) — входит в состав
Семёновского района
Полтавской области
Украины.
Административный центр сельского совета находится в 
с. Горошино.

## Населённые пункты совета
- с. Горошино
- с. Гаевка
- с. Кукобы
- с. Старый Калкаев